# Carlos Rivera (futbolista)
Carlos Rubén Rivera Moulton, más conocido como Carlos Rivera, es un exjugador de fútbol y entrenador que nació el 30 de mayo de 1979), en la ciudad de Panamá, en Panamá. Dirigió por 15 días de interino al Santa Gema FC de Panamá, en la Liga Panameña de Fútbol, debutando como técnico contra el Club Deportivo Plaza Amador en el Estadio Agustín Sánchez de La Chorrera.

## Selección nacional
Rivera hizo su debut con la Selección de fútbol de Panamá en 2004. Durante la Copa de Oro de la Concacaf 2007 Grupo C metió un gol contra Honduras, el primer gol internacional de Panamá.

### Participaciones en selección nacional
| Copa            | Categoría | Sede           | Resultado        | Partidos | Goles |
| --------------- | --------- | -------------- | ---------------- | -------- | ----- |
| Copa Uncaf 2007 | Mayor     | El Salvador    | Subcampeón       | 4        | 1     |
| Copa Oro 2007   | Mayor     | Estados Unidos | Cuartos de final | 4        | 1     |
| Copa Uncaf 2009 | Mayor     | Honduras       | Campeón          | 3        | 0     |

### Goles internacionales
| Núm. | Fecha                 | Lugar                                        | Rival    | Gol | Resultado | Competición     |
| ---- | --------------------- | -------------------------------------------- | -------- | --- | --------- | --------------- |
| 1    | 11 de febrero de 2007 | Estadio Cuscatlán, San Salvador, El Salvador | Honduras | 1-1 | 1-1       | Copa Uncaf 2007 |
| 2    | 8 de junio de 2007    | Giants Stadium, Nueva Jersey, Estados Unidos | Honduras | 1-0 | 3-2       | Copa Oro 2007   |

## Clubes

### Como futbolista
| Club                   | País     | Año       |
| ---------------------- | -------- | --------- |
| San Francisco FC       | Panamá   | 2004      |
| Independiente Medellín | Colombia | 2005      |
| Persépolis FC          | Irán     | 2005–2006 |
| San Francisco FC       | Panamá   | 2006-2007 |
| Tauro FC               | Panamá   | 2007-2008 |
| San Francisco FC       | Panamá   | 2008-2011 |
| Sporting San Miguelito | Panamá   | 2011-2012 |

### Como Entrenador
| Club          | País   | Año  |
| ------------- | ------ | ---- |
| Santa Gema FC | Panamá | 2019 |

## Palmarés

### Como jugador
| Título                 | Club                          | País     | Año  |
| ---------------------- | ----------------------------- | -------- | ---- |
| ANAPROF Clausura       | San Francisco FC              | Panamá   | 2007 |
| ANAPROF Apertura       | San Francisco FC              | Panamá   | 2008 |
| ANAPROF Apertura       | San Francisco FC              | Panamá   | 2009 |
| Copa de Naciones UNCAF | Selección de fútbol de Panamá | Honduras | 2009 |

- Datos: Q940356